# Agriophyllum squarrosum
Agriophyllum squarrosum Markgr. – gatunek rośliny z rodziny szarłatowatych (Amaranthaceae Juss.). Występuje naturalnie w Azerbejdżanie, południowej części Rosji, Kazachstanie, Mongolii oraz Chinach (w prowincjach Gansu, Hebei, Heilongjiang, Henan, Jilin, Liaoning, Qinghai, Shaanxi, Shanxi oraz w regionach autonomicznych Mongolia Wewnętrzna, Ningxia, Sinciang i Tybet). Jest gatunkiem typowym dla swojego rodzaju. 

## Morfologia
PokrójRoślina jednoroczna dorastająca do 15–50 cm wysokości.
LiścieSą siedzące. Mają kształt od równowąskiego do lancetowatego. Mierzą 13–70 mm długości i 1–10 mm szerokości. Nasada blaszki liściowej łagodnie się zwęża, natomiast wierzchołek jest ostry.
KwiatyZebrane są w kłosy, rozwijają się w kątach pędów. Mają od 1 do 3 błoniastych działek kielicha. Pręciki są 2 lub 3.
OwoceNiełupki przybierające kształt pęcherzy, przez co sprawiają wrażenie jakby były napompowane. Mają kształt od jajowatego do elipsoidalnego.

## Biologia i ekologia
Kwitnie od sierpnia do października. 

## Zastosowanie
Nasiona gatunku A. squarrosum są ważnym składnikiem diety mieszkańców Mongolii. Są również elementem pasz. 